# Yountiou
Yountiou (in deutschen Quellen vereinzelt auch Juntiu) ist eine Oase im Norden des Tschad in der Provinz Tibesti nahe der Piste von Bardaï nach Yebbi-Bou. Die nächstgelegene Oase ist Kamay, nur 2 km nordwestlich von Yountiou und ebenfalls im Enneri Zoumri gelegen. Wenige Kilometer östlich dieser Siedlung und nördlich des Tarso Toon (2575 m) liegt der Yountiou-Pass (Col de Yountiou, 1400 m). Er verbindet das Enneri Zoumri mit dem Einzugsgebiet des Enneri Yebbigué und wird von der Piste von Bardai nach Yebbi-Bou genutzt.